# Anna Laursen
Ane Marie Christensen (født 20. januar 1845 i Landsgrav, Danmark, død 25. juli 1911 i Århus) var en dansk kvindesagspolitiker og lærer.
Hun var datter af gårdejer Peder Christensen (1813-1889) og Caroline Marie Jørgensen (1820-1884) og blev 15 november 1882 gift med politikeren Niels Johan Laursen (1855-1930).
Hun blev i 1886 forstander for privatskolen Fru Laursens Skole i Aarhus, som blev drevet efter Grundtvigs principper.
Hun dannede 1886 en lokalafdeling af Dansk Kvindesamfund (DK) i Aarhus, og var da formand 1887-1911. Hun var en tidlig lokal fortaler for kvinders stemmeret, selvom Danmark formelt først tog spørgsmålet op i 1906.